# Караченцев Юрій Іванович
Ю́рій Іва́нович Кара́ченцев (нар. 17 листопада 1957, Харків) — український лікар-хірург, доктор медичних наук (2002), професор (2003), член-кореспондент НАМНУ (2017), заслужений діяч науки і техніки України (2003), кавалер ордена «За заслуги» 3-го (2009), 2-го (2015) та 1-го (2020) ступенів.

## Життєпис
Народився 1957 року в місті Харків. 1980 року закінчив Харківський медичний інститут. Відтоді працює в Інституті проблем ендокринного патології НАМНУ.
У 1992—1999 роках — завідувач хірургічного відділення, від 1999-го — директор. Одночасно від 2002 року — завідувач кафедри ендокринології та дитячої ендокринології Харківської медичної академії післядипломної освіти.
Від 2002 року — головний редактор журналу «Проблеми ендокринної патології».
Розробив способи субопераційного оцінювання ступеня виразності лімфоїдної інфільтрації щитоподібної залози, хірургічного лікування хронічного аутоімунного тиреоїдиту із застосуванням інтраопераційного мультифокального дозованого кріовпливу.
Серед робіт:
- «Пероксидне окислення ліпідів тканини щитоподібної залози людей, хворих дифузним токсичним зобом», 1997 (співавтор)
- «Деструктивно метаболічні зміни і перебіг репаративних процесів у тканинах щитоподібної залози після локального кріовпливу», 2000
- «Кріохірургія», 2000 (співавтор)
- «Застосування низьких температур в експериментальній і клінічній медицині», 2001 (співавтор)
- «Дисліпідемії при ендокринних захворюваннях», 2008 (співавтор)
- «Акромегалія і гігантизм», 2010 (співавтор)
- «Стан вуглеводного обміну у хворих із синдромом полікістозних яєчників», 2017, співавтори Архипкіна Т. Л., Любимова Л. П., Місюра К. В.

Серед патентів: «Спосіб кількісного визначення вмісту антидіабетичного засобу фенсукциналу та його метаболітів у плазмі крові» 2016 співавтори Шаламай Анатолій Севастянович, Кравченко Світлана Вікторівна, Кудря Марія Яківна, Лалименко Ольга Сергіївна, Нікішина Людмила Євгеніївна.